# ليفينغستون (مونتانا)
ليفينغستون، مونتانا
هي مدينة في ولاية مونتانا الأمريكية

## التركيبة السكانية
قام مكتب تعداد الولايات المتحدة بتحديد بيانات التركيبة السكانية لليفينغستون في تعداد الولايات المتحدة. في ما يلي، التركيبة السكانية حسب تعدادي 2000 و2010.

### تعداد عام 2000
بلغ عدد سكان ليفرمور 2,106 نسمة بحسب تعداد عام 2000، وبلغ عدد الأسر 842 أسرة وعدد العائلات 602 عائلة مقيمة في البلدة. في حين سجلت الكثافة السكانية 55.9 نسمة لكل ميل مربع (21.6/كم2). وبلغ عدد الوحدات السكنية 1,066 وحدة بمتوسط كثافة قدره 28.3 نسمة لكل ميل مربع (10.9/كم2).
وتوزع التركيب العرقي للبلدة بنسبة 99.00% من البيض و0.05% من الأمريكيين الأصليين و0.24% من الأمريكيين الأفارقة و0.71% من عرقين مختلطين أو أكثر.
بلغ عدد الأسر 842 أسرة كانت نسبة 30.2% منها لديها أطفال تحت سن الثامنة عشر تعيش معهم، وبلغت نسبة الأزواج القاطنين مع بعضهم البعض 60.1% من أصل المجموع الكلي للأسر، ونسبة 6.5% من الأسر كان لديها معيلات من الإناث دون وجود شريك، وكانت نسبة 28.5% من غير العائلات. تألفت نسبة 23.8% من أصل جميع الأسر من أفراد ونسبة 8.9% كانوا يعيش معهم شخص وحيد يبلغ من العمر 65 عاماً فما فوق. وبلغ متوسط حجم الأسرة المعيشية 2.93، أما متوسط حجم العائلات فبلغ 2.50.
بلغ العمر الوسطي للسكان 39 عاماً. وكانت نسبة 23.9% من القاطنين تحت سن الثامنة عشر، وكانت نسبة 6.1% بين الثامنة عشر والأربعة وعشرون عاماً، ونسبة 30.0% كانت واقعةً في الفئة العمرية ما بين الخامسة والعشرين حتى الرابعة والأربعين عاماً، ونسبة 26.5% كانت ما بين الخامسة والأربعين حتى الرابعة والستين، ونسبة 13.5% كانت ضمن فئة الخامسة والستين عاماً فما فوق. يوجد لكل 100 أنثى 111.2 ذكر، ويوجد لكل 100 أنثى في الثامنة عشر من عمرها فما فوق 105.0 ذكر.
بلغ متوسط دخل الأسرة في البلدة 38,850 دولار، أما متوسط دخل العائلة فبلغ 44,904 دولار. وكان متوسط دخل الذكور 32,898 دولار مقابل 25,208 دولار للإناث. وسجل دخل الفرد الخاص بالبلدة 17,706 دولار. وكانت نسبة 2.0% من العائلات ونسبة 5.1% من السكان تحت خط الفقر، وكان من هؤلاء نسبة 4.3% تحت سن الثامنة عشر ونسبة 2.8% في الخامسة والستين من العمر وما فوق.

### تعداد عام 2010
بلغ عدد سكان ليفينغستون 7,044 نسمة بحسب تعداد عام 2010، وبلغ عدد الأسر 3,356 أسرة وعدد العائلات 1,744 عائلة مقيمة في المدينة. في حين سجلت الكثافة السكانية 1,170.1 نسمة لكل ميل مربع (451.8/كم2). وبلغ عدد الوحدات السكنية 3,779 وحدة بمتوسط كثافة قدره 627.7 لكل ميل مربع (242.4/كم2).
وتوزع التركيب العرقي للمدينة بنسبة 96.2% من البيض و0.8% من الأمريكيين الأصليين و0.3% من الأمريكيين ذوي الأصول الآسيوية و0.1% من الأمريكيين الأفارقة و2.0% من عرقين مختلطين أو أكثر.
بلغ عدد الأسر 3,356 أسرة كانت نسبة 24.7% منها لديها أطفال تحت سن الثامنة عشر تعيش معهم، وبلغت نسبة الأزواج القاطنين مع بعضهم البعض 39.2% من أصل المجموع الكلي للأسر، ونسبة 9.1% من الأسر كان لديها معيلات من الإناث دون وجود شريك، بينما كانت نسبة 3.7% من الأسر لديها معيلون من الذكور دون وجود شريكة وكانت نسبة 48.0% من غير العائلات. تألفت نسبة 40.4% من أصل جميع الأسر من أفراد ونسبة 14.3% كانوا يعيش معهم شخص وحيد يبلغ من العمر 65 عاماً فما فوق. وبلغ متوسط حجم الأسرة المعيشية 2.81، أما متوسط حجم العائلات فبلغ 2.07.
بلغ العمر الوسطي للسكان 41.1 عاماً. وكانت نسبة 21% من القاطنين تحت سن الثامنة عشر، وكانت نسبة 5.6% بين الثامنة عشر والأربعة وعشرون عاماً، ونسبة 28.3% كانت واقعةً في الفئة العمرية ما بين الخامسة والعشرين حتى الرابعة والأربعين عاماً، ونسبة 28.9% كانت ما بين الخامسة والأربعين حتى الرابعة والستين، ونسبة 16.2% كانت ضمن فئة الخامسة والستين عاماً فما فوق. وتوزع التركيب الجنسي للسكان بنسبة 48.5% ذكور و51.5% إناث.